# Родес, Рэд
Рэд Родес (англ. Red Rhodes; настоящее имя — Орвилл Джей Родес, англ. Orville J. Rhodes; 30 декабря 1930 — 20 августа 1995) — американский слайд-гитарист. Когда Орвиллу было пять лет, мать научила его играть на добро. В возрасте пятнадцати лет Орвилл перешёл на слайд-гитару. В 1960 году он переехал в Лос-Анджелес и начал карьеру сессионного музыканта.
Родес играл в альбомах таких групп и исполнителей, как The Monkees, The Beach Boys, The Byrds, Seals and Crofts, The Carpenters и Джеймс Тейлор. Чаще всего его знают по работе с бывшим участником The Monkees Майклом Несмитом; он играл в его сольных альбомах в начале 1970-х годов. В 1968 году Рэд играл в альбоме Кима Фоули Outrageous.Родесу также приписывают педальный гитарный «потусторонний» (англ. «other-worldly») эффект, который он продемонстрировал при работе над альбомом группы The Ventures, The Ventures in Space ещё в 1964 году.
В конце 1970-х Родес переключился с исполнения на электрогитару в Royal Amplifier Service в Голливуде, штат Калифорния. Там он видоизменил усилители и создал свои, изготовленные под заказ звукосниматели Velvet Hammer для Джеймса Бёртона, Кларенса Уайта и других влиятельных гитаристов. Пользовался музыкальными инструментами таких фирм, как Schecter, Tobias и Chapin.
В 1980-х и 1990-х гг. ревматоидный артрит ограничил выступления музыканта, за исключением его участия в альбоме Майкла Несмита 1992 года Tropical Campfires  и последовавшего за ним тура. Вскоре после этого тура Родес заболел и 20 августа 1995 года скончался.

## Дискография

### Сольные проекты
- Once a Day, 1961, Crown
- Blue Blue Day, 1962, Crown
- Steel Guitar Rag, 1963, Crown
- Red Rhodes Live at The Palomino, 1969, Happy Tiger
- Velvet Hammer in a Cowboy Band, 1973, Countryside
- Red Rhodes' Steel Guitar, 1979, Alshire
- Fantastic Steel Guitar, 1980, Exact
- Steel Guitar Favorites, 1990, Alshire

### Сессионные работы
- The Ventures in Space, 1964, The Ventures
- Begin, 1968, The Millennium
- Notorious Byrd Brothers, 1968, The Byrds
- The Wichita Train Whistle Sings, 1968, Michael Nesmith
- Bubble Gum, Lemonade & Something for Mama, 1969, Касс Эллиот
- Instant Replay, 1969, The Monkees
- It’s Not Killing Me, 1969, Mike Bloomfield
- John Phillips, 1969, John Phillips
- Hand Sown ... Home Grown, 1969, Linda Ronstadt
- Nancy, 1969 Nancy Sinatra
- Weeds, 1969, Brewer & Shipley
- The Blue Marble, 1969, Sagittarius
- Magnetic South, 1970, Michael Nesmith
- Loose Salute, 1970, Michael Nesmith
- Sweet Baby James, 1970, James Taylor
- Tom Rush, 1970, Tom Rush
- Nevada Fighter, 1971, Michael Nesmith
- Possum, 1971, Possum
- Lead Free, 1972, B. W. Stevenson
- One Man Dog, 1972, James Taylor
- Rhymes and Reasons, 1972, Carole King
- Son of Schmilsson, 1972, Harry Nilsson
- A Song for You, 1972, The Carpenters
- Summer Breeze, 1972, Seals & Crofts
- Tantamount to Treason, 1972, Michael Nesmith
- And the Hits Just Keep on Comin', 1972, Michael Nesmith
- Willis Alan Ramsey, 1972, Willis Alan Ramsey
- Five & Dime, 1973, David Ackles
- Pure Country, 1973, Garland Frady
- Pretty Much Your Standard Ranch Stash 1973, Michael Nesmith
- Valley Hi, 1973, Ian Matthews
- Calabasas, 1974, B. W. Stevenson
- L.A. Turnaround, 1974, Bert Jansch
- Black Bach, 1974, Lamont Dozier
- The Prison, 1974, Michael Nesmith
- Diamonds & Rust, 1975, Joan Baez
- Horizon, 1975, The Carpenters
- Marriott, 1975, Steve Marriott
- Midnight on the Water, 1975, David Bromberg
- Sweet America, 1976, Buffy Sainte-Marie
- Frolicking in the Myth, 1977, Steven Fromholz
- Road Songs, 1977, Hoyt Axton
- The Way I Am, 1981, Billy Preston
- Tropical Campfires, 1992, Michael Nesmith